# Bernard Plantevelue
Pour les articles homonymes, voir Bernard II.
Bernard II d'Auvergne dit Plantevelue ou Bernart Plantapilosa en occitan, né le 22 mars 841 à Uzès, et mort en 886, est un grand seigneur d'époque carolingienne appartenant à la dynastie des Guilhelmides. Comte d'Auvergne, il acquiert de nombreux territoires et comtés du midi carolingien. De cette manière il réunit les différentes principautés méridionales carolingiennes à son profit au sein d'une grande Aquitaine dont le centre polarisateur est l'Auvergne. 
Son fils, Guillaume le Pieux, fondateur de Cluny, reprendra la charge de son père, et deviendra officiellement duc d'Aquitaine.

## Surnom
Le surnom de Plantevelue, comme celui de Guifred le Velu, vient du latin princeps pilitus ou « prince fourré ». Il s'agit d'une référence à la coutume des princes wisigothiques de porter un couvre-chef de fourrure. Ceci expliquerait de même les surnoms de Pelet ou d'autres dérivés, attribués à la même époque à d'autres magnats de Septimanie et de Catalogne.

## Biographie
Bernard II d'Auvergne dit Plantevelue est le fils de Bernard de Septimanie et de Dhuoda. D'abord comte d'Auvergne il mène une série de conquêtes de nombreux territoires. Il prend d'abord les comtés de Limousin et de Quercy au début des années 870.
N'étant pas résigné à être spolié de ce qu'il considère être son héritage paternel, il vient attaquer Robert le Fort, qui avait reçu le comté d'Autun de Charles le Chauve après l'assassinat de Bernard de Septimanie en 844 et s'en empare. En 866, ce comté lui sera repris. 
Il prend par la suite le Berry et le Forez. Il termine en prenant le comté de Toulouse-Rouergue en 872 à la suite de l'assassinat commandité de Bernard le Veau (personnage discuté, : Discussion:Bernard le Veau). Charles le Gros lui donne le titre de marquis d'Aquitaine en 885.
Il épouse Ermengarde, dont il a un fils, Guillaume le Pieux, duc d'Aquitaine,. Ils ont également une fille, Adélinda d'Aquitaine, qui épouse Acfred Ier , comte de Carcassonne et de Razès, et dont elle aura Acfred II, comte de Carcassonne, Auvergne et Foix, successeur au titre de duc d'Aquitaine de son frère Guillaume II le Jeune.